# Bernard-Pierre Donnadieu
Pour les articles homonymes, voir Donnadieu.
Bernard-Pierre Donnadieu, né le 2 juillet 1949 à Paris 4e et mort le 27 décembre 2010 au Chesnay, est un acteur français.

## Biographie

### Jeunesse et formation
Né à Paris, Bernard-Pierre Donnadieu fait des études de théâtre et de cinéma à l'université Paris-III-Sorbonne-Nouvelle. Afin de financer ses études, il travaille en faisant les 3x8 dans une usine de bouchons où un accident du travail lui enlève deux doigts dans une presse hydraulique, puis surveillant (« pion ») à l'institution Bouteilly à Montlhéry.
En 1975, il fait partie de l'équipe théâtrale de Robert Hossein à Reims. Il a pour partenaire Gérard Desarthe et la jeune Isabelle Adjani. Ils jouent La Maison de Bernarda de Federico García Lorca et Les Bas-fonds de Maxime Gorki. Il commence timidement sa carrière au cinéma à l'âge de 25 ans, par de nombreuses apparitions chez des réalisateurs pour la plupart renommés. Il apparaît dans Le Locataire (1976) de Roman Polanski, puis tourne sous la direction de Claude Lelouch dans Si c'était à refaire (1976), Jean-Jacques Annaud dans Coup de tête (1978) et Patrice Chéreau dans Judith Therpauve (1978).

### Consécration
Ces petits rôles lui permettent de se faire un nom respectable dans le milieu du cinéma, mais c'est en 1981 qu'il connaît la consécration avec Le Professionnel où il joue le rôle de l'inspecteur auxiliaire Farges aux côtés de Jean-Paul Belmondo.
Son visage dur, son regard droit et franc, ses traits tirés et inquiétants lui valent souvent d'incarner le méchant, le hors-la-loi, le subversif. Après avoir été le vrai Martin Guerre, dans Le Retour de Martin Guerre (1981), il devient un dangereux criminel et chef de bande dans Rue barbare (1983), joue le terrible Ange Malaggione dans le thriller français L'Indic (1983), incarne un terrifiant néo-nazi dans Urgence (1984), et surtout, construit l'angoissant et inoubliable psycho-sociopathe, Raymond Lemorne, dans L'Homme qui voulait savoir (1988).
Dans La Passion Béatrice (1987), il est un chevalier du Moyen Âge, torturé depuis l'enfance par le souvenir de sa mère qu'il a surprise avec un amant alors que son père venait de partir en croisade où la mort l'attendait. Après avoir tué l'amant et renié sa mère, incapable d'effacer ni de supporter cette tache sur cette page de sa vie, il tente de s'affranchir de toutes les règles de la morale et de la religion et s'acharne sur sa propre fille Julie Delpy qui lui rappelle sa pureté perdue.
Par la suite, Bernard-Pierre Donnadieu poursuit principalement sa carrière au théâtre et à la télévision avec de belles performances dans des rôles sympathiques. Il vit une romance avec Laura Morante dans Faut pas rire du bonheur (1995). Il incarne également beaucoup de personnages historiques au théâtre et à la télévision : le colonel Auroux, le colonel Henry, Charlemagne, Napoléon, Jean Jaurès, Jean Monnet. Dans À droite toute de Marcel Bluwal, téléfilm engagé sur la montée de l'extrême droite en France de 1936 à 1939, il est François Salmon, grand constructeur d'automobiles vraisemblablement inspiré d'Eugène Schueller. 2008 est l'année de son retour au cinéma avec Galapia dans Faubourg 36 de Christophe Barratier.
Bernard-Pierre Donnadieu est souvent la voix française de Harvey Keitel, Michael Rooker, Brendan Gleeson, Manfred Zapatka, Josef Bierbichler. Dans des dessins animés, il a prêté sa voix au Pirate dans The Pagemaster, à Doc Hudson dans Cars, à Buck Cluck dans Chicken Little, à l'avocat Layton T. Montgomery dans Bee Movie. Il prête aussi régulièrement sa voix de narrateur dans de nombreux documentaires.
Bernard-Pierre Donnadieu a toujours privilégié une démarche éclectique et innovante, il a ainsi assumé des rôles dans des créations radiophoniques (rôle principal dans Marine Drive, la fin du Voyage, feuilleton sur France Culture).
Dans le rôle de Roger Salengro, il retrouve Yves Boisset, en juin 2008, pour le tournage de L'Affaire Salengro.
Son dernier rôle est pour le film Jeanne Devère de Marcel Bluwal en 2010 où il tient le rôle du personnage de Martin.

### Mort
Bernard-Pierre Donnadieu meurt le 27 décembre 2010 à l'âge de 61 ans, des suites d'un cancer de la prostate.
Ses obsèques se déroulent le 3 janvier 2011 à l'église de Sceaux. Il est ensuite inhumé au cimetière communal de Fontenay-aux-Roses, porté en terre par ses amis. Différentes personnalités prononcent son éloge funèbre. Yves Boisset évoque un personnage qui « ne faisait pas de compromis avec sa passion, ce qui ne lui fit pas que des amis dans ce métier », tandis que Fanny Cottençon parle d'un « personnage tendre, que le cinéma français ne méritait pas ».

## Famille
Sa fille, Ingrid Donnadieu, est également actrice.

## Théâtre
- 1995 : Mardi d’Edward Bond, mise en scène Claudia Stavisky, théâtre national de la Colline
- 1997 : La Nuit du Titanic de Michel Pascal, Théâtre Rive Gauche
- 1999 : La Cerisaie de Tchekhov, mise en scène Georges Wilson, Espace Pierre-Cardin
- 2004 : Le cabaret marin d'Alain Quemper, Paimpol
- 2008 : Du cristal à la fumée de Jacques Attali, mise en scène Daniel Mesguich, théâtre du Rond-Point
- 2009 : Chat en poche de Georges Feydeau, mise en scène Christophe Barratier, théâtre national de Nice
- 2009 : Le Roman d'un trader de Jean-Louis Bauer, mise en scène Daniel Benoin, théâtre national de Nice, théâtre de la Croix-Rousse

## Filmographie

### Cinéma

#### Années 1970
- 1975 : Docteur Françoise Gailland de Jean-Louis Bertucelli : un pompier
- 1976 : Le Locataire de Roman Polanski : le serveur du bar
- 1976 : Monsieur Klein de Joseph Losey
- 1976 : Si c'était à refaire de Claude Lelouch : Claude Blame
- 1976 : Le Corps de mon ennemi d'Henri Verneuil : un truand
- 1978 : Mon premier amour d'Élie Chouraqui : le patron de café
- 1978 : Judith Therpauve de Patrice Chéreau : Laindreaux
- 1979 : Coup de tête de Jean-Jacques Annaud : Lucien
- 1979 : Un si joli village d'Étienne Périer : Arnoux
- 1979 : Un homme, deux femmes (Twee vrouwen) de George Sluizer : 2e Français

#### Années 1980
- 1980 : 5 % de risque de Jean Pourtalé : le conducteur en colère
- 1981 : Zone surveillée d'Olivier Langlois, court métrage de 21 min
- 1981 : Les Uns et les Autres de Claude Lelouch : le représentant Croix-Rouge (UNICEF)
- 1981 : Le Professionnel de Georges Lautner : l'inspecteur auxiliaire Farges
- 1982 : Le Point d'eau de Valérie Moncorgé, court métrage de 13 min
- 1982 : Le Retour de Martin Guerre de Daniel Vigne : Martin Guerre
- 1983 : Coup de feu de Magali Clément, court métrage de 12 min
- 1983 : L'Indic de Serge Leroy : Malaggione
- 1983 : La vie est un roman d'Alain Resnais : le professeur d'école
- 1983 : La Mort de Mario Ricci de Claude Goretta : Jacky Vermot
- 1983 : Liberty Belle de Pascal Kané : Yvon
- 1984 : Rue barbare de Gilles Béhat : Mathias Hagen, dit Matt
- 1985 : Urgence de Gilles Béhat : Lucas Schroeder
- 1985 : Les Loups entre eux de José Giovanni : De Saintes
- 1986 : Flagrant Désir de Claude Faraldo : Robert Barnac
- 1986 : L'Intruse de Bruno Gantillon : Philippe Busard
- 1986 : Max mon amour de Nagisa Oshima : Archibald
- 1987 : L'amour est blette de Magali Clément, court métrage de 7 min : lui
- 1987 : Les Fous de Bassan d'Yves Simoneau : le révérend
- 1987 : La Passion Béatrice de Bertrand Tavernier : François de Cortemare
- 1988 : L'Homme qui voulait savoir (Spoorloos) de George Sluizer : Raymond Lemorne
- 1989 : Christian de Gabriel Axel

#### Années 1990
- 1990 : Le Gardien de phare de Jean-Philippe Gros (court métrage)
- 1990 : Cellini, l'or et le sang (Una Vita scellerata) de Giacomo Battiato : François 1er
- 1990 : Connemara de Louis Grospierre : Marc
- 1991 : Comme nous serons heureux de Magali Clément, court métrage de 38 min
- 1991 : Marcellino de Luigi Comencini : le comte
- 1992 : La Scène finale de Bruno Gantillon : Hugo
- 1992 : Blanc d'ébène de Cheik Doukouré : adjudant Mariani
- 1992 : Agaguk (Shadow of the Wolf) de Jacques Dorfmann : Brown
- 1993 : Szwadron (pl) de Juliusz Machulski : Franek Bata
- 1993 : Émile des Roses (Rosenemil) de Radu Gabrea : Dr Friedmann
- 1993 : Justinien Trouvé ou le Bâtard de Dieu de Christian Fechner : Martin Coutouly
- 1993 : Mauvais Garçon de Jacques Bral : un inculpé
- 1994 : La Faute de Karel Prokop
- 1995 : Faut pas rire du bonheur de Guillaume Nicloux : Michel
- 1996 : Caboose de Richard Roy : Larrivée

#### Années 2000
- 2001 : Vercingétorix : La Légende du druide roi de Jacques Dorfmann : Dumnorix
- 2007 : Antonio Vivaldi, un prince à Venise de Jean-Louis Guillermou : l'ambassadeur de France
- 2008 : Faubourg 36 de Christophe Barratier : Felix Galapiat
- 2009 : Rose & Noir de Gérard Jugnot : Poveda (voix)

### Télévision
- 1974 : À dossiers ouverts (série) de Claude Boissol : Olaf (affaire L'Intrus)
- 1975 : Salvator et les Mohicans de Paris (d'après l'œuvre de Alexandre Dumas), feuilleton télévisé de Bernard Borderie
- 1976 : Nick Verlaine ou Comment voler la tour Eiffel, de Claude Boissol, épisode La Fille de l'air
- 1976 : Ces beaux messieurs de Bois-Doré de Bernard Borderie (feuilleton)
- 1977 : L'Amuseur de la Saint-Sylvestre de Bruno Gantillon : Roland
- 1978 : Douze heures pour mourir : l'inspecteur Gianelli
- 1978 : Le Temps des as de Claude Boissol (feuilleton TV) : Dupuy
- 1978 : Une femme, une époque (série), épisode Marilyn Monroe
- 1978 : Thomas Guérin, retraité de Patrick Jamain
- 1978 : Gaston Phébus de Bernard Borderie (feuilleton)
- 1979 : Médecins de nuit de Bruno Gantillon, épisode Légitime Défense
- 1979 : Commissaire Moulin , épisode Les Brebis égarés
- 1979 : Les Cinq Dernières Minutes, épisode Chassez le naturel de Claude Loursais
- 1980 : L'Homme aux chiens de Bruno Gantillon : Gérard
- 1981 : La Guerre des insectes de Peter Kassovitz (mini série)
- 1981 : L'Ennemi de la mort de Roger Kahane (mini série) : le docteur Charbonnière
- 1982 : La France de Joséphine de Peter Kassovitz : Henri Nérac
- 1984 : Machinations de Bruno Gantillon (mini série) : De Vlaminck
- 1985 : Double face de Serge Leroy : Ring / Jean-Jean
- 1985 : Les Colonnes du ciel, La saison des loups de Gabriel Axel (mini série) : Mathieu
- 1986 : Mariage blanc de Peter Kassovitz : Jean-Bernard
- 1987 : Série noire, épisode 1996 de Marcel Bluwal (série TV) : Solinas
- 1988 : Les Lutteurs immobiles d'André Farwagi : David (également scénariste)
- 1988 : L'Argent du mur de Jean-François Delassus : Kurt Weigen
- 1989 : Mary de Cork de Robin Davis
- 1989 : La Baïonnette de Mirabeau de Claude Faraldo : Mirabeau
- 1989 : Talleyrand ou Les lions de la revanche de Vincent de Brus : Mirabeau
- 1990 : Mit den Clowns kamen die Tränen de Reinhard Hauff (mini série) : Dr Eli Kaplan
- 1991 : L'Alerte rouge de Gilles Katz : François
- 1993 : Le juge est une femme (saison 1, épisode 1: Aux marches du palais) de Serge Leroy : Marboeuf
- 1995 : L'Affaire Dreyfus d'Yves Boisset : le colonel Henry
- 1996 : Le Poteau d'Aldo de Didier Grousset : Aldo
- 1997 : La Fine équipe d'Yves Boisset : Valck
- 1997 : Le Pantalon d'Yves Boisset : le colonel Auroux
- 1998 : Jeanne et le loup de Laurent Jaoui : Liancade de Roqueblanque
- 1998 : La Tour secrète (I Guardiani del cielo) : Abdurasam
- 2000 : Le Causse d'Aspignac de Rémy Burkel : Pierre Chamier
- 2001 : Les Redoutables (segment Poisson d'avril) d'Yves Boisset (court métrage TV)
- 2001 : Dormir avec le diable d'Yves Boisset : Leguen
- 2002 : Jean Moulin d'Yves Boisset : Charvet (Henri Frenay)
- 2002 : SOS 18 de Jacques Malaterre (série) : Martin Le Goff (2002-2004)
- 2003 : Orage de Peter Kassovitz (série) : Garnier
- 2003 : Au Temps de Charlemagne de Jean-François Delassus : Charlemagne
- 2004 : Les Passeurs de Didier Grousset : Maurice Nicod
- 2004 : Clochemerle de Daniel Losset : Barthélemy Piéchut, le maire
- 2004 : Un petit garçon silencieux de Sarah Lévy : Fédor
- 2005 : Jusqu'au bout de Maurice Failevic : Vincent Guérin
- 2005 : Allons petits enfants de Thierry Binisti : M. Haumont
- 2006 : Nous nous sommes tant haïs de Franck Appréderis : Jean Monnet
- 2006 : Austerlitz, la victoire en marchant de Jean-François Delassus (documentaire-fiction) : Napoléon
- 2008 : À droite toute de Marcel Bluwal (mini série) : François Salmon
- 2009 : L'Affaire Salengro d'Yves Boisset : Roger Salengro
- 2010 : Jeanne Devère de Marcel Bluwal : Martin

## Doublage

### Cinéma

#### Films
- Harvey Keitel dans : (10 films)
  - La Dernière Tentation du Christ : Judas
  - Smoke : Augustus 'Auggie' Wren
  - Clockers : l'inspecteur Rocco Klein
  - Get Shorty : lui-même
  - City of Crime : Roy Egan
  - Le Mystère des fées : Une histoire vraie : Harry Houdini
  - U-571 : maître Henry Klough
  - Dragon Rouge : Jack Crawford
  - Le Pont du roi Saint-Louis : oncle Pio
  - Be Cool : Nick Carr
- Brendan Gleeson dans : (5 films)
  - Harrison's Flowers : Marc Stevenson
  - Lake Placid : Shérif Hank Keough
  - Retour à Cold Mountain : Stobrod Thewes
  - Le Village : August Nicholson
  - Kingdom of Heaven : Renaud de Châtillon
- Michael Rooker dans : (4 films)
  - Bone Collector : capitaine Howard Cheney
  - Un été sur Terre : Malcolm Arnold
  - À l'aube du sixième jour : Robert Marshall
  - Jumper : William Rice
- Robert Duvall  dans : (3 films)
  - Apocalypse Now[5] : Lieutenant Colonel Bill Kilgore
  - Match en famille : Buck Weston
  - La Couleur du destin : Earl Pilcher Jr
- Chazz Palminteri dans : (3 films)
  - Coups de feu sur Broadway : Cheech
  - Usual Suspects : Dave Kujan
  - La Peur au ventre : inspecteur Rydell
- James Gandolfini dans : 
  - Terminal Velocity : Ben Pinkwater
  - USS Alabama : lieutenant Bobby Dougherty
- 1989 : Flic et Rebelle : Buster McHenry (Kiefer Sutherland)
- 1993 : Sacré Robin des Bois : Petit Jean (Eric Allan Kramer)
- 1994 : Quiz Show : Dan Enright (David Paymer)
- 1994 : Le Client : Paul Gronke (Kim Coates)
- 1994 : Le Monstre : le professeur de chinois (Franco Mescolini)
- 1994 : La Rivière sauvage : Terry (John C. Reilly)
- 1995 : Crash : Vaughan (Elias Koteas)
- 1995 : Waterworld : Deacon (Dennis Hopper)
- 1995 : Stargate, la porte des étoiles : le colonel Jack O'Neil (Kurt Russell)
- 1995 : Heat : Weingro (Kevin Gage)
- 1995 : Dead Man : Cole Wilson (Lance Henriksen)
- 1995 : Programmé pour tuer : Cochran (William Forsythe)
- 1995 : Judge Dredd de Danny Cannon : juge Griffin (Jürgen Prochnow)
- 1996 : Loch Ness : Andy Maclean (Nick Brimble)
- 1996 : La Reine des vampires : Jenkins (Kim Kondrashoff)
- 1996 : Roméo + Juliette : Fulgencio Capulet (Paul Sorvino)
- 1997 : Donnie Brasco : Sonny Black (Michael Madsen)
- 1997 : Alien, la résurrection : Johner (Ron Perlman)
- 1997 : La vie est belle : L'ami fasciste de Rudolfo (Claudio Alfonsi)
- 2002 : Le Roi Scorpion : Le roi Pheron (Roger Rees)
- 2002 : Un nouveau Russe : Koretsky (Alexandre Balouïev)
- 2003 : Lara Croft : Tomb Raider, le berceau de la vie : Gus Petraki (Jonathan Coyne)
- 2003 : Les Disparues : Shérif Purdy (Clint Howard)
- 2004: Vanity Fair : La Foire aux vanités : Sir Pitt Crawley Sr. (Bob Hoskins)
- 2004 : Jusqu'au cou : Del Knox (Burt Reynolds)
- 2005 : Garden State : Gideon Largeman (Ian Holm)
- 2005 : La Voix des morts : ouvrier (Mitchell Kosterman)
- 2005 : Edison : capitaine Brian Tilman (John Heard)
- 2007 : Norbit : Giovanni (Anthony Russell)
- 2007 : 4 mois, 3 semaines, 2 jours : Dr Racoviceanu (Emil Coseru)
- 2007 : La Vie des autres : le ministre de la Culture Bruno Hempf (Thomas Thieme (de))
- 2008 : L'Échange : le juge (Ryan Cutrona)
- 2008 : La Guerre selon Charlie Wilson : Larry Liddle (Peter Gerety)
- 2010 : Unstoppable : Clark (Jeff Hochendoner)

#### Films d'animation
- 1994 : Richard au pays des livres magiques : L'aventure des pirates
- 1997 : Barbe-Rouge : le capitaine Barbe-Rouge
- 2004 : Le Pôle express : Les machinistes
- 2005 : Chicken Little : Buck Cluck
- 2006 : Cars : Doc Hudson
- 2007 : Bee Movie : Drôle d'abeilles : Layton T. Montgomery

### Télévision

#### Téléfilms
- 2007 : Guerre et Paix : Mikhaïl Koutouzov (Vladimir Iline)

#### Séries télévisées
- 1991 : L'Enfant des loups : Corbon (Ángel de Andrés López)
- 1998 : Ultime Recours : M. Chapel (Michael Madsen)
- 2010 : Des crimes presque parfaits, voix off.

#### Série d'animation
- 1995 : Gargoyles, les anges de la nuit : le capitaine de la garde

#### Court-métrage d'animation
- 2006 : Martin et la Lumière Fantôme : Doc Hudson

### Jeux vidéo
- 2005 : Chicken Little : Buck
- 2006 : Cars : Quatre Roues : Doc Hudson
- 2007 : Cars : La Coupe internationale de Martin : Doc Hudson
- 2009 : Cars: Race-O-Rama : Doc Hudson

## Radio
- 1987 : Marine drive, la Fin du Voyage, série radiophonique en 15 épisodes, mise en onde Marguerite Gateau, France Culture : Sergius Birdon
- 1991: Le Dahlia noir, feuilleton radiophonique inspirée du roman de James Ellroy.

## Distinctions

### Récompenses
- Festival de Madrid 1989 : Prix du meilleur acteur pour L'Homme qui voulait savoir
- Festival de Oporto 1990 : Prix du meilleur acteur pour L'Homme qui voulait savoir
- Festival international des programmes audiovisuels de Biarritz 2005 : FIPA d'or du meilleur acteur pour Jusqu’au bout
- Rencontres internationales de programmes de télévision de Reims 2005 : Prix du meilleur acteur pour Clochemerle
- Festival international des programmes audiovisuels de Biarritz 2008 : FIPA d'or du meilleur acteur pour À droite toute

### Nomination
- César 1985 : César du meilleur acteur dans un second rôle pour Rue barbare